# Міністерство у справах ветеранів України
Міністерство у справах ветеранів України — центральний орган виконавчої влади, утворений на підставі постанови Кабінету Міністрів України 28 листопада 2018 року, шляхом реорганізації Державної служби України у справах ветеранів.
Перейменоване 2 вересня 2019 року на Міністерство у справах ветеранів, тимчасово окупованих територій та внутрішньо переміщених осіб України з приєднанням Міністерства з питань тимчасово окупованих територій та внутрішньо переміщених осіб.
Сучасна назва повернута 11 березня 2020 року зі скасуванням об'єднання міністерств.

## Мета
- Створення нової нормативної бази щодо соціального захисту ветеранів усіх категорій.
- Спрощення процедур отримання соціальних послуг.
- Розвиток громадського контролю в питаннях соціального захисту ветеранів.
- Проєктний принцип співробітництва державних органів та громадських організацій.

## Напрямки діяльності
- Державна стратегія в питаннях соціального захисту ветеранів.
- Вшанування пам'яті ветеранів та співпраці з громадськістю.
- Соціальна підтримка ветеранів.
- Медичне забезпечення ветеранів.
- Єдина система обліку та надання соціальних послуг.

## Штатна структура
В центральному апараті міністерства працює 200 осіб, а в регіональних відділках — 25.

## Керівництво
- Наталія Калмикова[4] (з 5 вересня 2024)[5]
- Державний секретар міністерства — Віта Шаповалова[6]
- Перший заступник міністра — Віктор Байдачний[7]
- Заступник міністра — Руслан Приходько[8]
- Заступник міністра — Фархад Фархадов[9]
- Заступник міністра — Юлія Кіріллова[10]

## Міністри
- Ірина Фріз (з 22 листопада 2018 по 29 серпня 2019)
- Оксана Коляда (з 29 серпня 2019 по 4 березня 2020)
- Сергій Бессараб (з 4 березня по 15 грудня 2020)[11]
- Юлія Лапутіна (з 18 грудня 2020[12] по 7 лютого 2024[13])
- Олександр Порхун — в.о. міністра (з 9 лютого 2024)[14]
- Наталія Калмикова[4] (з 5 вересня 2024)[5]